# Joseph Barcroft
Pour les articles homonymes, voir Barcroft.
Joseph Barcroft (26 juillet 1872-21 mars 1947) est un physiologiste britannique.

## Biographie

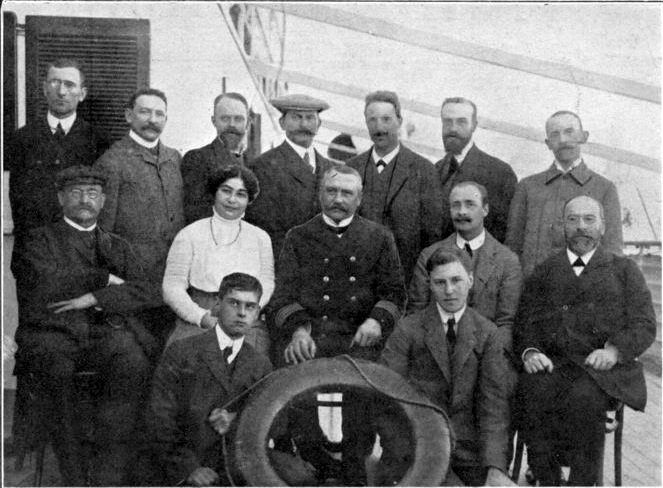
Joseph Barcroft (premier rang, deuxième à partir de la droite) sur la photo de groupe d'une expédition à Tenerife dirigée par Gotthold Pannwitz

Barcroft naît à Glen, un petit village près de Newry dans le comté de Down en Irlande du Nord. Il étudie au King's College de l'université de Cambridge où il obtient son doctorat en 1896. Il obtient un poste de professeur à Cambridge en 1900. Barcroft est élu membre de la Royal Society en 1910.
Pendant la première partie de sa carrière, Barcroft travaille sur la fonction respiratoire du sang. Il effectue plusieurs expéditions en altitudes, sur le Teide en 1910, dans le Mont Rose en 1911 et dans la Cordillère des Andes en 1922, Il montre qu'un mécanisme adaptatif à l'effet de l'altitude existe. Barcroft reçoit la médaille royale en 1922.
Pendant la première Guerre mondiale, Barcroft travaille à Porton Down, un centre de recherche militaire dans le domaine des armes chimiques. Il étudie l'effet des gaz asphyxiants, en particulier du cyanure d'hydrogène et l'effet du manque d'oxygène sur l'organisme. À plusieurs reprises Barcroft s'utilise lui-même comme cobaye.
À partir de 1932 Barcroft se tourne vers la physiologie du développement du fœtus. En 1935 il donne une Croonian Lecture sur le thème de la respiration du fœtus. En 1943 il reçoit la médaille Copley. Barcroft continue ses recherches jusqu'à sa mort en 1947, quelques semaines avant celle-ci il publie un autre classique : Researches in Prenatal Life. Part I

## Publications
- The respiratory function of the blood. Cambridge: Cambridge University Press, 1914
- Features in the architecture & physiological function. 1934
- The brain and its environment. 1938
- The dependence of the mind on its physical environment. 1938

## Source
- (en) Biographie, Peter M. Dunn.